# Woochi, le magicien des temps modernes
Pour plus de détails, voir Fiche technique et Distribution.
Woochi, le magicien des temps modernes (hangeul : 전우치 ; hanja : 田禹治 ; RR : Jeonwoochi ; MR : Chŏnuch‘i ; litt. « Woochi ») est un film sud-coréen réalisé par Choi Dong-hoon, sorti en 2009.

## Synopsis
Cinq cents ans après la dynastie Joseon, le Taoïste Woochi se trouve en plein XXIe siècle à Séoul où il découvre le nouveau monde et les jolies filles plutôt de combattre les Gobelins, les êtres maléfiques…

## Fiche technique
- Titre original : 전우치
- Titre international : Jeon Woochi: The Taoist Wizard
- Titre français : Woochi, le magicien des temps modernes
- Réalisation : Choi Dong-hoon
- Scénario : Choi Dong-hoon
- Musique : Lee Byung-hoon
- Décors : Cho Hwa-sung et Jeong Jeom-seok
- Costumes : Kim Hui-ju
- Photographie : Choi Young-hwan
- Son : Kim Suk-won et Kim Chang-seop
- Montage : Sin Min-kyeong
- Production : Lee Yu-jin
- Sociétés de production : Zip Cinema
- Société de distribution : CJ Entertainment
- Pays de production : Corée du Sud
- Langue originale : coréen
- Format : couleur - 2.35 : 1 - 35 mm - son Dolby Digital
- Genre : aventure fantastique, comédie et action
- Durée : 136 minutes
- Dates de sortie :
  - Corée du Sud : 23 décembre 2009
  - France : 15 mars 2011 (DVD)

## Distribution
- Kang Dong-won : Woochi
- Kim Yoon-seok : Hwa-dam
- Im Soo-jeong : Seo In-kyeong
- Yoo Hae-jin : Cho Raeng-i
- Song Yeong-chang : le moine bouddhiste
- Ju Jin-mo : le sorcier chamane
- Kim Sang-ho : le prêtre

## Production
Après avoir écrit le scénario inspiré d'un conte originaire de la dynastie Joseon, le réalisateur Choi Dong-hoon annonce, en fin avril 2008, que le tournage de son nouveau film provisoirement intitulé Jeon Woo-chi Story commencera en août 2008 avec Kang Dong-won dans le rôle-titre, Im Soo-jeong qui est amoureuse de ce dernier dans la période Joseon et Kim Yoon-seok qui combattra le personnage-titre.
Avec la production Zip Cinema, dont le budget se révèle 12 millions dollars, le tournage a finalement lieu entre septembre 2008 et mai 2009 à Séoul, à Busan, à Daegu au Gyeongsang du Nord, à Cheolwon au Gangwon, à Cheonju et Iksan au Jeolla du Nord ainsi que Boracay, une petite île de l'archipel des Visayas aux Philippines.

## Accueil

### Sorties internationales
Woochi, le magicien des temps modernes sort le 23 décembre 2009 en Corée du Sud.
En France, il ne sortira le 15 mars 2011 qu'en DVD.

### Box-office
| Pays ou région | Box-office        | Date d'arrêt du box-office | Nombre de semaines |
| -------------- | ----------------- | -------------------------- | ------------------ |
| Monde          | 38 681 926 $      | 5 août 2013                | —                  |
| Corée du Sud   | 6 100 532 entrées | 28 février 2010            | 11                 |

## Distinction

### Nomination
- Festival international du film fantastique de Neuchâtel 2010 : Prix H.R. Giger « Narcisse du Meilleur Film »

## Film dérivé
La série télévisée sud-coréenne Jeon Woochi (전우치, Jeon-woo-chi) avec l'acteur Cha Tae-hyeon dans le rôle-titre et l'actrice Uee, son amour, est diffusée sur la chaîne KBS2, en 2012. Assurément basé sur le même conte fantastique, l'intrigue et les personnages s'avèrent différents par rapport au film.